# Caio Petélio Libo Visolo
Caio Petélio Libo Visolo (em latim: Caius Poetelius Libo Visolus) foi um político da gente Petélia da República Romana, eleito cônsul por três vezes, em 360, 346 e 326 a.C., com Marco Fábio Ambusto, Marco Valério Corvo e Lúcio Papírio Cursor respectivamente.
Ele é conhecido principalmente pelas leis que propôs e aprovou.

## Identificação
É possível que o cônsul em 360 a.C. seja pai do cônsul em 326 a.C. e ditador em 313 a.C. O cônsul em 346 a.C. pode ser qualquer um dos dois.

## Primeiro consulado (360 a.C.)
Em 360 a.C., foi eleito cônsul pela primeira vez, com Marco Fábio Ambusto. A Marco Fábio coube a liderança da campanha contra os hérnicos, que foram derrotados, o que lhe valeu uma ovação.
Enquanto isto, Caio Petélio liderou a campanha contra os tiburtinos, acusados de terem se aliado aos invasores gauleses. Quando estes retornaram para ajudá-los, Quinto Servílio Aala foi nomeado ditador e ele encarregou a Caio Petélio o comando das operações. Os romanos venceram o combate e forçaram os tiburtinos a recuarem para a segurança de suas muralhas, uma vitória que lhe valeu um triunfo.

## Tribuno da plebe (358 a.C.)
Foi tribuno da plebe em 358 a.C., quando propôs a primeira lei promulgada em Roma para combater a corrupção.

## Segundo consulado (346 a.C.)
Em 346 a.C., foi eleito cônsul novamente, desta vez com Marco Valério Corvo e ambos lideraram a campanha contra os volscos.

## Terceiro consulado (326 a.C.)
Vinte anos depois, foi eleito cônsul novamente, com Lúcio Papírio Cursor, o primeiro ano da Segunda Guerra Samnita.
| “ | Ao final, houve um interregno e, depois de repetidos adiamentos das eleições, sempre com base em novos pretextos, finalmente o décimo-quarto interrex, Lúcio Emílio, nomeou cônsules Caio Petílio e Lúcio Papírio Mugilano. Em outros documentos, encontrei, para este último, o sobrenome Cursor. | ” |
|   | — Lívio, Ab Urbe condita VIII, 23. |   |

Durante seu mandato, foi promulgada a Lex Poetelia-Papiria, que aboliu definitivamente o nexum, uma forma de escravidão por dívida de cidadãos romanos, um pleito antigo da plebe. Segundo Niebuhr, é mais provável que esta lei tenha sido apresentada durante a sua ditadura (313 a.C.) e suas conclusões se baseiam numa passagem corrompida de Varrão.

## Ditadura (313 a.C.)
Em 313 a.C., foi nomeado ditador pelo Senado para conduzir a campanha contra os samnitas. Depois de escolher Marco Fólio Flacinador ou Marco Petélio Libão como seu mestre da cavalaria, liderou o exército romano até Nola.
| “ | O ditador, depois de examinar a posição da cidade, com o objetivo de liberar o acesso às fortificações, mandou incendiar todos os edifícios que estavam adossados à parede externa da muralha e nos quais viviam muitas pessoas. Nola foi aprisionada em pouco tempo. | ” |
|   | — Lívio, Ab Urbe condita IX, 28. |   |

Alguns analistas atribuem o mérito desta campanha ao cônsul Caio Júnio Bubulco Bruto.